# Bunde vasútállomás
Bunde vasútállomás vasútállomás Hollandiában, Meerssen községben, Bunde, Limburg településen.

## Vasútvonalak
Az állomást az alábbi vasútvonalak érintik:
- Maastricht–Venlo-vasútvonal

## Kapcsolódó állomások
A vasútállomáshoz az alábbi állomások vannak a legközelebb:
- Beek-Elsloo vasútállomás (észak)
- Maastricht vasútállomás (dél)